# Réseau de bus de la Bièvre
Le réseau de bus de la Bièvre est un réseau de transports en commun par autocars circulant en Île-de-France, organisé par l'autorité organisatrice Île-de-France Mobilités et est exploité par le groupe RATP Cap Île-de-France à travers la société RATP Cap Bièvre (anciennement RD Bièvre) à partir du 1er août 2022
Il se compose de 7 lignes, dont deux lignes à vocation scolaire, qui desservent principalement le bassin de la Bièvre.

## Histoire
Le réseau de bus de la Bièvre se compose aujourd'hui de huit lignes de l'ancien réseau de bus Le Paladin desservant principalement les communes d'Antony, Châtenay-Malabry, Clamart, Le Plessis-Robinson et Massy.
Il est complété par le réseau de bus Vallée Sud Bus organisé par l'établissement public territorial Vallée Sud Grand Paris et exploité par un concurrent, Transdev Vallée Sud.

## Développement du réseau

### Ancien réseau Le Paladin

Logo de l’ancien réseau Le Paladin.

Le 2 janvier 2006, le réseau est fortement développé avec la création des lignes 8, 9 et 12.
Le 26 mai 2007, le réseau subit une première restructuration avec une simplification du parcours de la ligne 8 et l'abandon de la desserte de Sceaux et de Bourg-la-Reine de la ligne 12.
Le 26 août 2013, la ligne 1 est déviée par le centre-ville de Wissous et le quartier Saint-Éloi.

### Ouverture à la concurrence
En raison de l'ouverture à la concurrence des transports en commun en Île-de-France, le réseau de bus Le Paladin est devenu le réseau de bus de la Bièvre le 1er août 2022, correspondant à la délégation de service public numéro 37 établie par Île-de-France Mobilités. Un appel d'offres a donc été lancé par l'autorité organisatrice afin de désigner une entreprise qui succédera à l'exploitation de Transdev Bièvre Bus Mobilités pour une durée de huit ans. C'est finalement RATP Cap Île-de-France, via sa filiale RD Bièvre, qui a été désigné lors du conseil d'administration du 12 octobre 2021.
À la date de son ouverture à la concurrence, le réseau se composait des lignes 1, 2, 4, 8, 9, 12, 15 et 18 de l'ancien réseau de bus Le Paladin. Les lignes 3, 6, 7, 11, 14, 16 et 17 sont quant à elles intégrées au réseau de bus Vallée Sud Bus.
À partir du 26 juin 2023, les lignes sont renommées selon une nouvelle numérotation mise en place par Île-de-France Mobilités. Les lignes 4 et 12 fusionnent également pour devenir la ligne 412. En outre, certaines lignes voient leurs itinéraires modifiés.
Depuis le 24 juin 2023, l’opérateur RATP Cap Bièvre exploite également la ligne de tramway T10.

### Renumérotation des lignes
À compter du 26 juin 2023, le réseau de la Bièvre est l'un des premiers à appliquer le nouveau principe de numérotation régionale unique planifié par Île-de-France Mobilités, supprimant les doublons concomitamment avec la mise en service de la ligne 10 du tramway d'Île-de-France. La correspondance entre anciens et nouveaux numéros est la suivante, la ligne 409 aura un nouvel itinéraire :
| Ancien numéro | Nouveau numéro                                     |
| ------------- | -------------------------------------------------- |
| 1             | 401                                                |
| 2             | 402                                                |
| 4             | Fusionnée avec la ligne 12                         |
| 8             | 408                                                |
| 9             | 409 (Gare d'Antony - Hôpital J. Cartier)           |
| 12            | 412 (Gare de la Croix de Berny - Lycée polyvalent) |
| 15            | 415                                                |
| 18            | 418                                                |

## Lignes du réseau

### Lignes 401 à 409
| Ligne | Caractéristiques | Caractéristiques                                                                    | Caractéristiques                                                                    | Caractéristiques                                                                    | Caractéristiques                                                                    | Caractéristiques                                                                    | Caractéristiques                                                                    | Caractéristiques                                                                    | Caractéristiques                                                                    |
| 401   | Gare d'Antony RER ⥋ Wissous - Villemilan / Antony - Antonypole / Wissous - Concorde | Gare d'Antony RER ⥋ Wissous - Villemilan / Antony - Antonypole / Wissous - Concorde | Gare d'Antony RER ⥋ Wissous - Villemilan / Antony - Antonypole / Wissous - Concorde | Gare d'Antony RER ⥋ Wissous - Villemilan / Antony - Antonypole / Wissous - Concorde | Gare d'Antony RER ⥋ Wissous - Villemilan / Antony - Antonypole / Wissous - Concorde | Gare d'Antony RER ⥋ Wissous - Villemilan / Antony - Antonypole / Wissous - Concorde | Gare d'Antony RER ⥋ Wissous - Villemilan / Antony - Antonypole / Wissous - Concorde | Gare d'Antony RER ⥋ Wissous - Villemilan / Antony - Antonypole / Wissous - Concorde | Gare d'Antony RER ⥋ Wissous - Villemilan / Antony - Antonypole / Wissous - Concorde |
| ----- | --- | ----------------------------------------------------------------------------------- | ----------------------------------------------------------------------------------- | ----------------------------------------------------------------------------------- | ----------------------------------------------------------------------------------- | ----------------------------------------------------------------------------------- | ----------------------------------------------------------------------------------- | ----------------------------------------------------------------------------------- | ----------------------------------------------------------------------------------- |
| 401   | Ouverture / Fermeture 4 mars 1991 / — | Longueur 12,55 km                                                                   | Durée 15-35 min                                                                     | Nb. d’arrêts 27                                                                     | Matériel GX 327 GX 337 Urbanway 12 GNV                                              | Jours de fonctionnement L, Ma, Me, J, V                                             | Jour / Soir / Nuit / Fêtes O / N / N / N                                            | Voy. / an —                                                                         | Dépôt Wissous                                                                       |
| 401   | Desserte : - Villes et lieux desservis : Antony (institution Sainte-Marie, hôpital privé d'Antony, tribunal de proximité d'Antony, collège et lycée Descartes, mairie annexe, établissement public de santé Érasme, ESAT Jacques Monod, centre André Malraux, lycée des métiers Théodore Monod, INSPÉ, Antonypole) et Wissous (centre Saint-Exupéry, mairie) - Gares desservies : Gare d'Antony (RER B et Orlyval), Gare du Chemin d'Antony (depuis l’arrêt Lycée Descartes). |                                                                                     |                                                                                     |                                                                                     |                                                                                     |                                                                                     |                                                                                     |                                                                                     |                                                                                     |
| 401   | Autre : - Zones traversées : 3 et 4 - Arrêts non accessibles aux UFR : — - Amplitudes horaires : La ligne est en service du lundi au vendredi de 6 h à 20 h 45. - Particularités : - Les parcours de la ligne se décomposent comme suit : - Le matin jusqu'à 13 h 10, de la gare d'Antony jusqu'à Concorde sans passer par le centre-ville de Wissous, et de Concorde jusqu'à la gare en y passant. Les deux premières courses vers la gare partent de Villemilan, et aux heures creuses, le service est limité au tronçon Gare d'Antony ↔ Antonypole. - L'après-midi dès 13 h 20, de la gare d'Antony jusqu'à Concorde par le centre-ville de Wissous, et de Concorde jusqu'à la gare sans y passer. Aux heures creuses, le service est limité au tronçon Gare d'Antony ↔ Antonypole, puis de nouveau dès 19 h 30. Certaines courses en fin de journée au départ de la gare sont limitées à Villemilan. - Date de dernière mise à jour : 25 juin 2023. |                                                                                     |                                                                                     |                                                                                     |                                                                                     |                                                                                     |                                                                                     |                                                                                     |                                                                                     |
| 401   | Dernière actualisation : — |                                                                                     |                                                                                     |                                                                                     |                                                                                     |                                                                                     |                                                                                     |                                                                                     |                                                                                     |
| 402   | Gare d'Antony RER ⥋ Antony - Lycée Monod / Massy - ZAC du Moulin | Gare d'Antony RER ⥋ Antony - Lycée Monod / Massy - ZAC du Moulin                    | Gare d'Antony RER ⥋ Antony - Lycée Monod / Massy - ZAC du Moulin                    | Gare d'Antony RER ⥋ Antony - Lycée Monod / Massy - ZAC du Moulin                    | Gare d'Antony RER ⥋ Antony - Lycée Monod / Massy - ZAC du Moulin                    | Gare d'Antony RER ⥋ Antony - Lycée Monod / Massy - ZAC du Moulin                    | Gare d'Antony RER ⥋ Antony - Lycée Monod / Massy - ZAC du Moulin                    | Gare d'Antony RER ⥋ Antony - Lycée Monod / Massy - ZAC du Moulin                    | Gare d'Antony RER ⥋ Antony - Lycée Monod / Massy - ZAC du Moulin                    |
| 402   | Ouverture / Fermeture 4 mars 1991 / — | Longueur 6,90 km                                                                    | Durée 10-20 min                                                                     | Nb. d’arrêts 19                                                                     | Matériel GX 327 GX 337 Urbanway 12 GNV                                              | Jours de fonctionnement L, Ma, Me, J, V, S                                          | Jour / Soir / Nuit / Fêtes O / N / N / N                                            | Voy. / an —                                                                         | Dépôt Wissous                                                                       |
| 402   | Desserte : - Villes et lieux desservis : Antony (institution Sainte-Marie d'Antony, hôpital privé d'Antony, tribunal de proximité d'Antony, collège et lycée Descartes, collège Henri-Georges Adam, lycée des métiers Théodore Monod, INSPÉ) et Massy (ZAC du Moulin) - Gares desservies : Gare d'Antony (RER B et Orlyval), Gare du Chemin d'Antony (depuis l’arrêt Lycée Descartes). |                                                                                     |                                                                                     |                                                                                     |                                                                                     |                                                                                     |                                                                                     |                                                                                     |                                                                                     |
| 402   | Autre : - Zones traversées : 3 et 4 - Arrêts non accessibles aux UFR : Pont d'Antony, Lycée Descartes, Les Rabats, Collège Henri-Georges Adam, Nations Unies, François Sommer, ZAC du Moulin. - Vers Gare d’Antony RER : Bel-Air. - Vers Antony - Lycée Monod / Massy - ZAC du Moulin : (néant). - Amplitudes horaires : La ligne est en service du lundi au vendredi de 5 h 55 à 21 h et le samedi de 6 h 55 à 20 h 15. - Particularités : - Vers la gare d'Antony, certaines courses en semaine, le matin et au milieu de la journée, partent de Lycée Monod. - Depuis la gare d'Antony, les trois dernières courses en semaine sont limitées à Lycée Monod. - Date de dernière mise à jour : 25 juin 2023. |                                                                                     |                                                                                     |                                                                                     |                                                                                     |                                                                                     |                                                                                     |                                                                                     |                                                                                     |
| 402   | Dernière actualisation : — |                                                                                     |                                                                                     |                                                                                     |                                                                                     |                                                                                     |                                                                                     |                                                                                     |                                                                                     |
| 408   | Verrières-le-Buisson - Mairie ⥋ Gare d'Antony RER | Verrières-le-Buisson - Mairie ⥋ Gare d'Antony RER                                   | Verrières-le-Buisson - Mairie ⥋ Gare d'Antony RER                                   | Verrières-le-Buisson - Mairie ⥋ Gare d'Antony RER                                   | Verrières-le-Buisson - Mairie ⥋ Gare d'Antony RER                                   | Verrières-le-Buisson - Mairie ⥋ Gare d'Antony RER                                   | Verrières-le-Buisson - Mairie ⥋ Gare d'Antony RER                                   | Verrières-le-Buisson - Mairie ⥋ Gare d'Antony RER                                   | Verrières-le-Buisson - Mairie ⥋ Gare d'Antony RER                                   |
| 408   | Ouverture / Fermeture 2 janvier 2006 / — | Longueur 6,30 km                                                                    | Durée 15 min                                                                        | Nb. d’arrêts 18                                                                     | Matériel GX 127 (L) GX 137 (L)                                                      | Jours de fonctionnement L, Ma, Me, J, V, S                                          | Jour / Soir / Nuit / Fêtes O / N / N / N                                            | Voy. / an —                                                                         | Dépôt Wissous                                                                       |
| 408   | Desserte : - Villes et lieux desservis : Verrières-le-Buisson (mairie, espace Jean Mermoz, zone d'activités des Godets) et Antony (stade Georges Suant, église Saint-Saturnin, hôpital prive d'Antony, institution Sainte-Marie, tribunal de proximité d'Antony, mairie, théâtre Firmin Gémier / Patrick Devedjian, collège François Furet) - Gare desservie : Gare d'Antony (RER B et Orlyval). |                                                                                     |                                                                                     |                                                                                     |                                                                                     |                                                                                     |                                                                                     |                                                                                     |                                                                                     |
| 408   | Autre : - Zones traversées : 3 et 4 - Arrêts non accessibles aux UFR : — - Amplitudes horaires : La ligne est en service du lundi au vendredi de 6 h 10 à 20 h 30 et le samedi de 7 h 10 à 19 h 15. - Date de dernière mise à jour : 25 juin 2023. |                                                                                     |                                                                                     |                                                                                     |                                                                                     |                                                                                     |                                                                                     |                                                                                     |                                                                                     |
| 408   | Dernière actualisation : — |                                                                                     |                                                                                     |                                                                                     |                                                                                     |                                                                                     |                                                                                     |                                                                                     |                                                                                     |
| 409   | Hôpital Jacques Cartier ⥋ Gare d'Antony RER | Hôpital Jacques Cartier ⥋ Gare d'Antony RER                                         | Hôpital Jacques Cartier ⥋ Gare d'Antony RER                                         | Hôpital Jacques Cartier ⥋ Gare d'Antony RER                                         | Hôpital Jacques Cartier ⥋ Gare d'Antony RER                                         | Hôpital Jacques Cartier ⥋ Gare d'Antony RER                                         | Hôpital Jacques Cartier ⥋ Gare d'Antony RER                                         | Hôpital Jacques Cartier ⥋ Gare d'Antony RER                                         | Hôpital Jacques Cartier ⥋ Gare d'Antony RER                                         |
| 409   | Ouverture / Fermeture 2 janvier 2006 / — | Longueur —                                                                          | Durée 20 min                                                                        | Nb. d’arrêts 17                                                                     | Matériel GX 127 (L) GX 137 (L)                                                      | Jours de fonctionnement L, Ma, Me, J, V, S                                          | Jour / Soir / Nuit / Fêtes O / N / N / N                                            | Voy. / an —                                                                         | Dépôt Wissous                                                                       |
| 409   | Desserte : - Ville et lieux desservis : Antony (chapelle Sainte-Jeanne de Chantal, collège Anne Frank, centre aquatique Pajeaud, espace Vasarely, hôpital privé d'Antony, institution Sainte-Marie, tribunal de proximité d'Antony) et Massy (Hôpital Jacques Cartier) - Gare desservie : Gare d'Antony (RER B et Orlyval), Gare de Massy - Verrières (RER B et RER C), Gare de Fontaine Michalon (RER B (depuis l'arrêt Paul Bert). |                                                                                     |                                                                                     |                                                                                     |                                                                                     |                                                                                     |                                                                                     |                                                                                     |                                                                                     |
| 409   | Autre : - Zones traversées : 3 et 4 - Arrêts non accessibles aux UFR : — - Amplitudes horaires : La ligne est en service du lundi au vendredi de 6 h 5 à 20 h 20 et le samedi de 7 h 5 à 19 h 50. - Date de dernière mise à jour : 25 juin 2023. |                                                                                     |                                                                                     |                                                                                     |                                                                                     |                                                                                     |                                                                                     |                                                                                     |                                                                                     |
| 409   | Dernière actualisation : — |                                                                                     |                                                                                     |                                                                                     |                                                                                     |                                                                                     |                                                                                     |                                                                                     |                                                                                     |

### Lignes 410 à 419
| Ligne | Caractéristiques | Caractéristiques                                                                                             | Caractéristiques                                                                                             | Caractéristiques                                                                                             | Caractéristiques                                                                                             | Caractéristiques                                                                                             | Caractéristiques                                                                                             | Caractéristiques                                                                                             | Caractéristiques                                                                                             |
| 412   | Antony - Gare de La Croix de Berny ⥋ Châtenay-Malabry - Lycée Polyvalent | Antony - Gare de La Croix de Berny ⥋ Châtenay-Malabry - Lycée Polyvalent                                     | Antony - Gare de La Croix de Berny ⥋ Châtenay-Malabry - Lycée Polyvalent                                     | Antony - Gare de La Croix de Berny ⥋ Châtenay-Malabry - Lycée Polyvalent                                     | Antony - Gare de La Croix de Berny ⥋ Châtenay-Malabry - Lycée Polyvalent                                     | Antony - Gare de La Croix de Berny ⥋ Châtenay-Malabry - Lycée Polyvalent                                     | Antony - Gare de La Croix de Berny ⥋ Châtenay-Malabry - Lycée Polyvalent                                     | Antony - Gare de La Croix de Berny ⥋ Châtenay-Malabry - Lycée Polyvalent                                     | Antony - Gare de La Croix de Berny ⥋ Châtenay-Malabry - Lycée Polyvalent                                     |
| ----- | --- | --- | --- | --- | --- | --- | --- | --- | --- |
| 412   | Ouverture / Fermeture 2 janvier 2006 / — | Longueur —                                                                                                   | Durée 35 min                                                                                                 | Nb. d’arrêts 25                                                                                              | Matériel GX 127 (L) GX 137 (L)                                                                               | Jours de fonctionnement L, Ma, Me, J, V, S                                                                   | Jour / Soir / Nuit / Fêtes O / N / N / N                                                                     | Voy. / an —                                                                                                  | Dépôt Wissous                                                                                                |
| 412   | Desserte : - Villes et lieux desservis : Antony et Châtenay-Malabry - Stations et gares desservies : Gare de La Croix de Berny (RER B, T10 et Tvm), Gare d'Antony (RER B et Orlyval), Petit-Châtenay, Les Peintres et Vallée aux Loups (T10). | | | | | | | | |
| 412   | Autre : - Zones traversées : 3 et 4 - Arrêts non accessibles aux UFR : - Amplitudes horaires : La ligne est en service du lundi au vendredi de 5 h 50 à 21 h et le samedi de 5 h 50 à 22 h. - Date de dernière mise à jour : 30 juin 2023. | | | | | | | | |
| 412   | Dernière actualisation : — | | | | | | | | |
| 415   | Le Plessis-Robinson — Robinson via le centre-ville du Plessis-Robinson ⥋ Verrières-le-Buisson — Sophie Barat | Le Plessis-Robinson — Robinson via le centre-ville du Plessis-Robinson ⥋ Verrières-le-Buisson — Sophie Barat | Le Plessis-Robinson — Robinson via le centre-ville du Plessis-Robinson ⥋ Verrières-le-Buisson — Sophie Barat | Le Plessis-Robinson — Robinson via le centre-ville du Plessis-Robinson ⥋ Verrières-le-Buisson — Sophie Barat | Le Plessis-Robinson — Robinson via le centre-ville du Plessis-Robinson ⥋ Verrières-le-Buisson — Sophie Barat | Le Plessis-Robinson — Robinson via le centre-ville du Plessis-Robinson ⥋ Verrières-le-Buisson — Sophie Barat | Le Plessis-Robinson — Robinson via le centre-ville du Plessis-Robinson ⥋ Verrières-le-Buisson — Sophie Barat | Le Plessis-Robinson — Robinson via le centre-ville du Plessis-Robinson ⥋ Verrières-le-Buisson — Sophie Barat | Le Plessis-Robinson — Robinson via le centre-ville du Plessis-Robinson ⥋ Verrières-le-Buisson — Sophie Barat |
| 415   | Ouverture / Fermeture 2 septembre 2010 / — | Longueur 10,10 km                                                                                            | Durée 30-50 min                                                                                              | Nb. d’arrêts 25                                                                                              | Matériel GX 127 (L) GX 137 (L)                                                                               | Jours de fonctionnement L, Ma, Me, J, V                                                                      | Jour / Soir / Nuit / Fêtes O / N / N / N                                                                     | Voy. / an —                                                                                                  | Dépôt Wissous                                                                                                |
| 415   | Desserte : - Villes et lieux desservis : Le Plessis-Robinson (parc départemental Henri Sellier, lycée Montesquieu, mairie, collège Romain Rolland, église Sainte-Magdeleine, collège Claude-Nicolas Ledoux), Châtenay-Malabry (église copte orthodoxe Sainte-Marie et Saint-Marc, lycée Jean Jaurès, mairie annexe, conservatoire, église Sainte-Thérèse d'Avila, stade municipal, théâtre La Piscine, mairie annexe, CREPS Île-de-France, faculté de pharmacie de Paris-Saclay, groupe scolaire privé Sophie Barat) et Verrières-le-Buisson | | | | | | | | |
| 415   | Autre : - Zone traversée : 3 et 4 - Arrêts non accessibles aux UFR : — - Amplitudes horaires : La ligne est en service à raison d'un aller le matin du lundi au vendredi et d'un retour l'après-midi, avancé le mercredi à midi. - Date de dernière mise à jour : 25 juin 2023. | | | | | | | | |
| 415   | Dernière actualisation : — | | | | | | | | |
| 418   | Verrières-le-Buisson — Sophie Barat ⥋ Verrières-le-Buisson — Jean Moulin | Verrières-le-Buisson — Sophie Barat ⥋ Verrières-le-Buisson — Jean Moulin                                     | Verrières-le-Buisson — Sophie Barat ⥋ Verrières-le-Buisson — Jean Moulin                                     | Verrières-le-Buisson — Sophie Barat ⥋ Verrières-le-Buisson — Jean Moulin                                     | Verrières-le-Buisson — Sophie Barat ⥋ Verrières-le-Buisson — Jean Moulin                                     | Verrières-le-Buisson — Sophie Barat ⥋ Verrières-le-Buisson — Jean Moulin                                     | Verrières-le-Buisson — Sophie Barat ⥋ Verrières-le-Buisson — Jean Moulin                                     | Verrières-le-Buisson — Sophie Barat ⥋ Verrières-le-Buisson — Jean Moulin                                     | Verrières-le-Buisson — Sophie Barat ⥋ Verrières-le-Buisson — Jean Moulin                                     |
| 418   | Ouverture / Fermeture 2 septembre 2010 / — | Longueur 5,45 km                                                                                             | Durée 15-20 min                                                                                              | Nb. d’arrêts 13                                                                                              | Matériel GX 127 (L) GX 137 (L)                                                                               | Jours de fonctionnement L, Ma, Me, J, V                                                                      | Jour / Soir / Nuit / Fêtes O / N / N / N                                                                     | Voy. / an —                                                                                                  | Dépôt Wissous                                                                                                |
| 418   | Desserte : - Ville et lieux desservis : Verrières-le-Buisson (groupe Scolaire Sophie Barat, mairie, collège Jean Moulin, gymnase de la Vallée à la Dame) | | | | | | | | |
| 418   | Autre : - Zones traversées : 4 - Arrêts non accessibles aux UFR : — - Amplitudes horaires : La ligne est en service du lundi au vendredi en période scolaire à raison de deux allers le matin et de deux retours l'après-midi, voire un seul le mercredi midi. - Date de dernière mise à jour : 25 juin 2023. | | | | | | | | |
| 418   | Dernière actualisation : — | | | | | | | | |

## Gestion et exploitation
Les réseaux de transports en commun franciliens sont organisés par Île-de-France Mobilités. L'exploitation du réseau de bus de la Bièvre revient à RATP Cap Bièvre depuis le 1er août 2022.

### Parc de véhicules

#### Dépôts
Les véhicules sont remisés au Centre Opérationnel Bus (COB) situé sur la commune de Wissous, anciennement propriété de Transdev Bièvre Bus Mobilités. Les dépôts ont pour mission de stocker les différents véhicules, mais également d'assurer leur entretien préventif et curatif. L'entretien curatif ou correctif a lieu quand une panne ou un dysfonctionnement est signalé par un machiniste.
Dans le cadre de la mise en concurrence des transports en Île-de-France, le réseau est toujours exploité par RATP Cap Bièvre, en y intégrant ainsi la ligne du tramway T10, en délégation de service public à partir de l'été 2023. Les rames Citadis 405 de la ligne sont remisées et entretenues au site de maintenance et de remisage (SMR) de Châtenay-Malabry.

#### Détails du parc
Le réseau de bus de la Bièvre est doté d'un parc de véhicules composé de midibus et d'autobus standards :

##### Midibus
| Constructeur | Modèle   | Nombre de véhicules | Numéros de parc               | Période de mise en service          | Affectations        | Observations                                             |
| ------------ | -------- | ------------------- | ----------------------------- | ----------------------------------- | ------------------- | -------------------------------------------------------- |
| Heuliez Bus  | GX 127   | 5                   | 223001-223005                 | Entre Juillet 2010 et Novembre 2013 | 408 409 412 415 418 | Ex-Transdev Bièvre Bus Mobilités depuis le 1er août 2022 |
| Heuliez Bus  | GX 137   | 8                   | 213010-213014 ; 223006-223008 | Entre Juillet 2015 et Décembre 2021 | 408 409 412 415 418 | Ex-Transdev Bièvre Bus Mobilités depuis le 1er août 2022 |
| Heuliez Bus  | GX 137 L | 4                   | 223009-223012                 | Entre Novembre 2019 et Août 2020    | 408 409 412 415 418 | Ex-Transdev Bièvre Bus Mobilités depuis le 1er août 2022 |

##### Autobus standards
| Constructeur | Modèle          | Nombre de véhicules | Numéros de parc | Période de mise en service           | Affectations | Observations                                             |
| ------------ | --------------- | ------------------- | --------------- | ------------------------------------ | ------------ | -------------------------------------------------------- |
| Heuliez Bus  | GX 327          | 4                   | 221059-221062   | Entre Novembre 2010 et Décembre 2013 | 401 402      | Ex-Transdev Bièvre Bus Mobilités depuis le 1er août 2022 |
| Heuliez Bus  | GX 337          | 3                   | 221063-221065   | Depuis Juillet 2014                  | 401 402      | Ex-Transdev Bièvre Bus Mobilités depuis le 1er août 2022 |
| Iveco Bus    | Urbanway 12 GNV | 6                   | 211105-211110   | Depuis Septembre 2021                | 401 402      | Ex-Transdev Bièvre Bus Mobilités depuis le 1er août 2022 |

### Tarification et fonctionnement
La tarification des lignes d'autobus d'Île-de-France est unifiée et accessible avec les mêmes abonnements. Un ticket « bus-tram », qui remplace le ticket t+ au 1er janvier 2025, permet un trajet simple quelle que soit la distance, avec une ou plusieurs correspondances possibles avec les autres lignes de bus et de tramway pendant une durée maximale de 1 h 30 entre la première et dernière validation. En revanche, un ticket validé dans un bus ne permet pas d'emprunter le métro, ni le Transilien et le RER. Les lignes Orlybus et Roissybus, assurant de façon directe les dessertes aéroportuaires via autoroute, disposent d'une tarification spécifique mais sont accessibles avec les abonnements habituels.
Les tarifs des billets et abonnements dont le montant est limité par décision politique ne couvrent pas les frais réels de transport. Le manque à gagner est compensé par l'autorité organisatrice, Île-de-France Mobilités, présidée depuis 2005 par le président du conseil régional d'Île-de-France et composé d'élus locaux. Elle définit les conditions générales d'exploitation ainsi que la durée et la fréquence des services. L'équilibre financier du fonctionnement est assuré par une dotation globale annuelle aux transporteurs de la région grâce au versement mobilité payé par les entreprises et aux contributions des collectivités publiques.

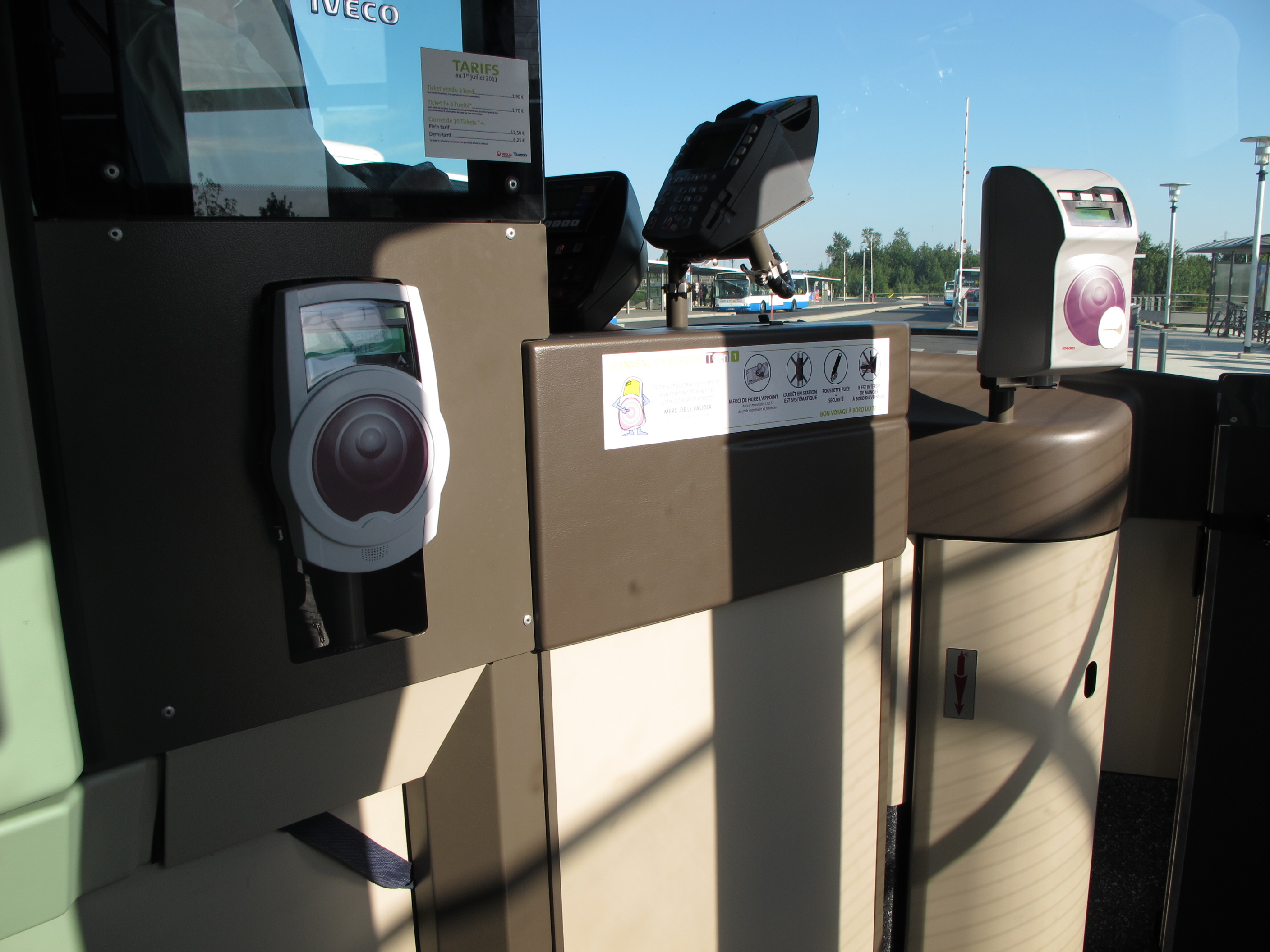
Validateurs pour passes Navigo (à gauche) et pour tickets carton (à droite) présents dans les bus et tramway.

L’achat de ticket par SMS est possible depuis 2018, en envoyant BIEVRE au 93100 (coût de 2,50 € depuis le 1er janvier 2023 prélevé sur les factures de téléphone). Ce ticket SMS est valable 1 h sans correspondance.

## Galerie de photographies

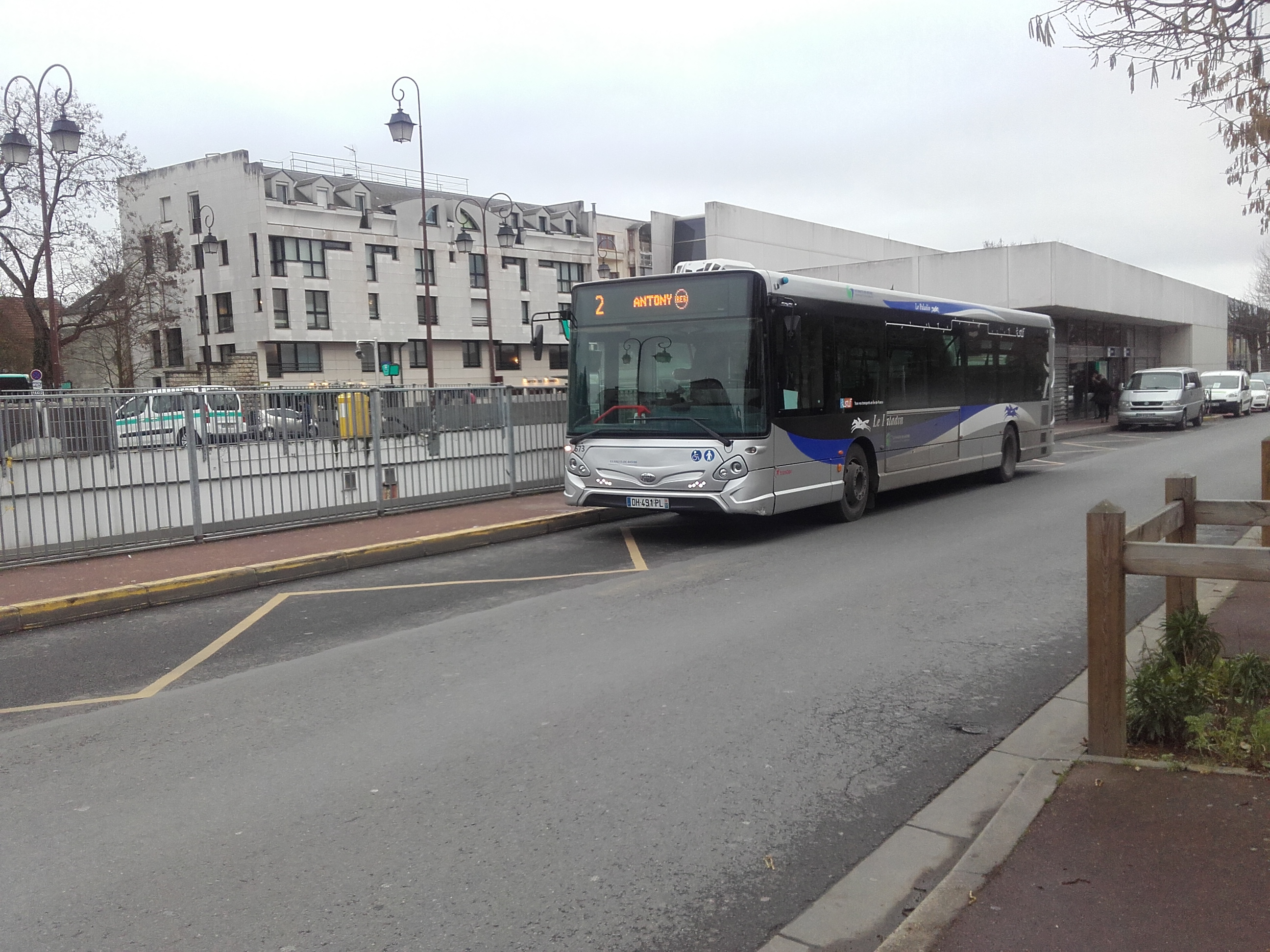
Le GX 337 no 673 à la gare d'Antony.
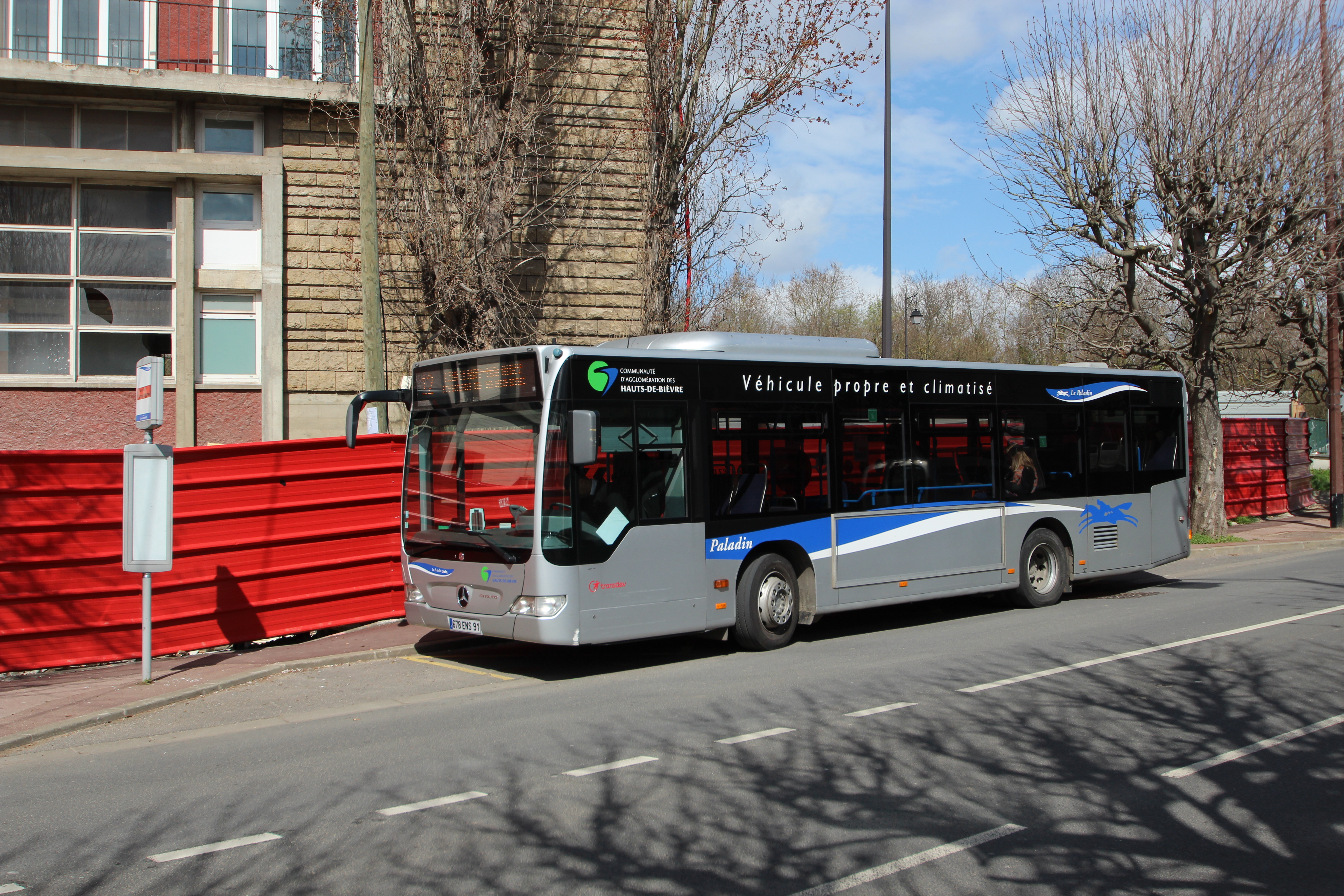
Un véhicule Mercedes Citaro K en 2015 à Antony.